# Capula (género)
Capula es un género de insecto coleóptero de la familia Chrysomelidae.

## Especies
Las especies de este género son:
- Capula apicalis Chen, Wang & Jiang, 1986
- Capula caudata Chen, Wang & Jiang, 1986
- Capula metallica (Jacobson, 1925)